# Stora Granbergstjärnen
Stora Granbergstjärnen är en sjö i Filipstads kommun i Värmland och ingår i Göta älvs huvudavrinningsområde. Sjöns area är 0,029 kvadratkilometer och den befinner sig 275 meter över havet.